# La Frette (Saône-et-Loire)
Frette é uma comuna francesa na região administrativa de Borgonha-Franco-Condado, no departamento Saône-et-Loire. Estende-se por uma área de 11,33 km². Em 2010 a comuna tinha 246 habitantes (densidade: 21,7 hab./km²).